# 상왕등도항
상왕등도항(上旺嶝島港)은 전북특별자치도 부안군 위도면 상왕등리에 위치한 국가관리연안항이다. 

## 연혁
1972년 4월 12일 지방어항으로 지정되었으나, 2012년 8월 22일 국가관리연안항으로 지정고시됨에 따라 2016년 10월 28일 지방어항 지정이 해제되었다.